# 瓦根基达坂
瓦根基达坂，瓦赫吉尔山口（Wakhjir Pass），又作瓦合吉瑞达坂、等，清代则称倭海及蕊，是位于瓦罕走廊东端的山口（达坂），地处中国、阿富汗边界，为丝绸之路上的重要孔道。其在塔吉克语中意为通往瓦罕的达坂。
瓦根基达坂连接阿富汗巴达赫尚省的瓦罕地区与中国新疆的塔什库尔干塔吉克自治县，海拔4923米。其距离塔什库尔干镇西南有149千米。

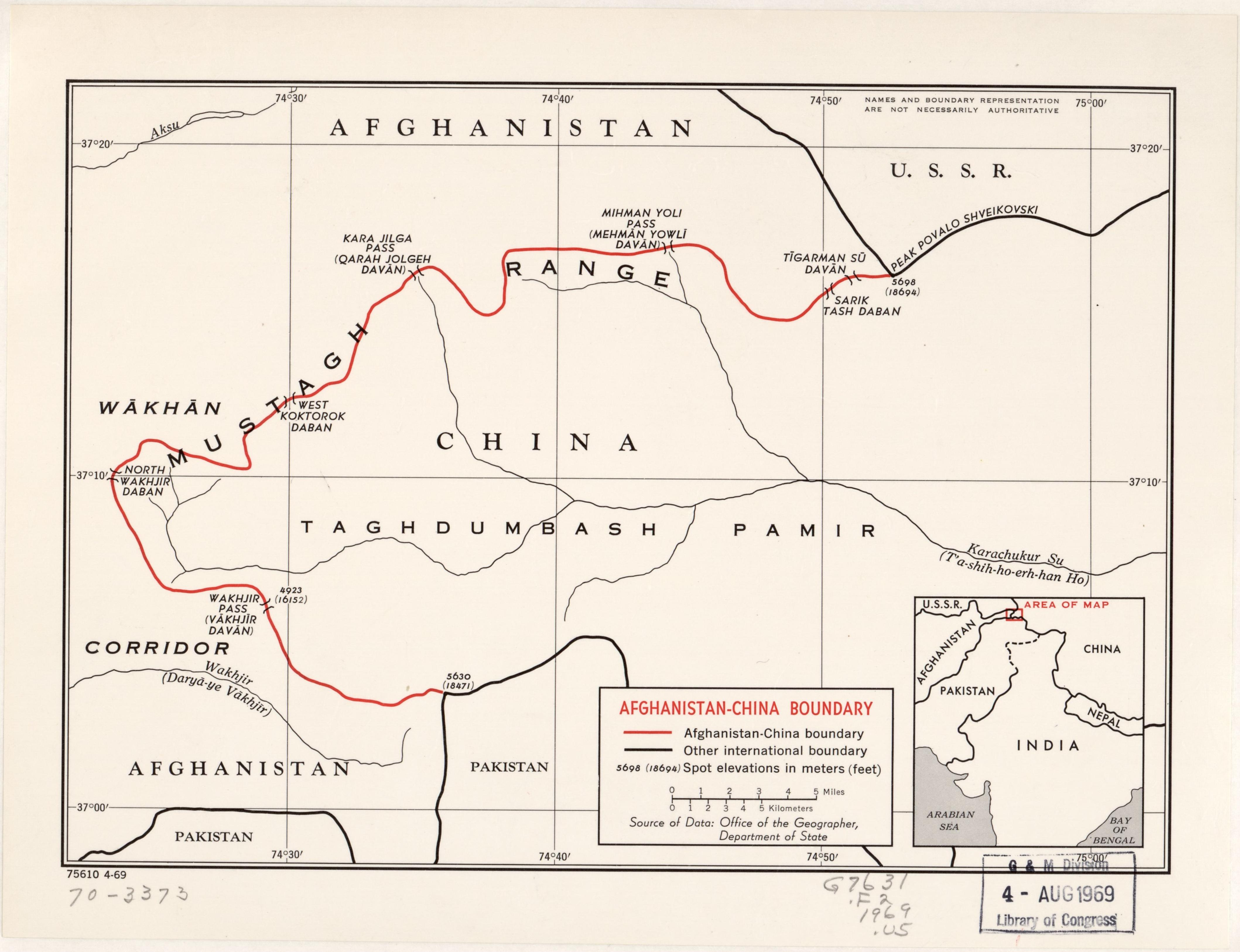
瓦根基达坂位置圖，被標示成 WAKHJIR PASS ((VĀKHJĪR DAVĀN) 4923 (16152))(1969)[a]

## 注记
1. ↑  来自于地圖: "名稱和邊界表示不一定具有官方性"